# Festivalbar 1973
Il decimo Festivalbar si svolse nell'estate del 1973.
Venne condotto dal patron Vittorio Salvetti.
Vincitrice fu Mia Martini con Minuetto, al secondo posto Marcella con Io domani. DiscoVerde per Ciro Dammicco con Un uomo nella vita.

## Cantanti partecipanti
- Mia Martini - Minuetto
- Marcella - Io domani
- Alunni del Sole - E mi manchi tanto
- Bee Gees - Saw a new morning
- Caterina Caselli - Un sogno tutto mio
- Ciro Dammicco - Un uomo nella vita
- Demis Roussos - Forever and ever
- Dik Dik - Storia di periferia
- Flora Fauna & Cemento - La nostra piccola canzone
- Formula 3 - La ciliegia non è di plastica
- Fratelli La Bionda - Chi?
- Severino Gazzelloni - Aria sulla quarta corda di Bach
- Gens - Cara amica mia
- Elton John - Daniel
- Les Humphries Singers - Mama loo
- Paul McCartney - My Love
- Don McLean - Dreidel
- Nomadi - Un giorno insieme
- Nuovi Angeli - La povera gente
- Orchestra Spettacolo Casadei - Ciao mare
- Le Orme - Felona
- Gilbert O'Sullivan - Get Down
- Adriano Pappalardo - Come bambini
- Maurizio Piccoli - Sì, dimmi di sì
- I Romans - Caro amore mio
- Santo & Johnny - Ultimo tango a Parigi
- Léo Ferré - T'amavo tanto, sai (ospite fuori concorso)
- Gary Glitter - I'm the Leader of the Gang
- Patty Pravo - Pazza idea
- Maurizio Monti - Bella mia
- Curtis Mayfield - If I Were Only a Child Again
- Stevie Wonder - Higher ground
- Iva Zanicchi - Le giornate dell'amore
- Pooh - Io e te per altri giorni
- Orietta Berti - La ballata del mondo
- Luciano Angeleri - Lui e lei
- Nemo - Red river pop
- Drupi - Vado via (ospite fuori concorso)
- Timmy Thomas - Why can't we live together
- Pasetti, B. Besquet & Dallaglio - Eri tutto, eri niente, eri la mia mente
- I Vianella - Fijo mio
- Paul Mauriat - Petit oiseau mecanique
- Tihm - Quante volte
- Oscar Prudente - Oe' oa
- Johnny Dorelli & Catherine Spaak - Una serata insieme a te
- Nada - Brividi d'amore
- Le Figlie del Vento - Sugli sugli bane bane (ospiti fuori concorso)
- Artie Kaplan - Harmony

## Direzione artistica
Vittorio Salvetti

## Organizzazione
RAI